# Lucius Cornelius Lentulus Crus
Lucius Cornelius Lentulus Crus († um 48 v. Chr.) war ein römischer Senator, Politiker und Militär.
Lucius Cornelius Lentulus Crus gehörte zum Zweig der Lentuli der Familie der Cornelier. Er war einer der Gegner Caesars. Möglicherweise diente er schon unter Pompeius in Spanien. 61 v. Chr. war er einer der Hauptankläger im Prozess gegen Publius Clodius Pulcher wegen Religionsfrevels (Bona-Dea-Skandal). Drei Jahre später war er Prätor und trat ohne Erfolg für Marcus Tullius Cicero ein, der auf Betreiben des Clodius aus Rom verbannt wurde. Danach trat Lentulus erst 51 v. Chr. wieder in Erscheinung, als er sich erfolglos um eine Stelle im Priesterkollegium der quindecimviri sacris faciundis bewarb. Im Jahr 49 v. Chr. wurde er mit Gaius Claudius Marcellus Konsul.
Kurz nach Amtsantritt brach der Bürgerkrieg zwischen Pompeius, der Senatsmehrheit und Gaius Iulius Caesar aus. Caesar versuchte vergeblich, Crus auf seine Seite zu ziehen. Noch im Januar verließ er Rom, schloss sich Pompeius an und ging im März mit diesem nach Griechenland (Epirus) und anschließend in die Provinz Asia. Dort hob er zwei Legionen aus. Juden mit römischen Bürgerrecht stellte er davon frei. Den Winter verbrachte er mit den anderen Caesar-Gegnern in Thessalonike. 48 v. Chr. führte Crus sein imperium als Prokonsul fort und nahm in dieser Funktion (wohl als Truppenführer) an der Schlacht von Pharsalos teil, die die Entscheidung im Bürgerkrieg zu Gunsten Caesars brachte. Crus floh über Rhodos und Zypern nach Ägypten. Dort wurde er wie Pompeius festgenommen und getötet.